# Темозоломід
Темозоломід (англ. Temozolomide, лат. Temozolomidum) — синтетичний цитостатичний протипухлинний лікарський препарат, який за своєю хімічною структурою є похідним імідазолтетразину. Темозоломід застосовується як перорально, так і внутрішньовенно. Темозоломід уперше синтезований Малькольмом Стівенсом в Астонському університеті в Бірмінгемі, та уперше схвалений до застосування в США в 1999 році, а з початку наступного десятиліття допущений до застосування в інших країнах.

## Фармакологічні властивості
Темозоломід — синтетичний лікарський засіб, який за своєю хімічною структурою є похідним імідазолтетразину. Механізм дії препарату полягає у дії препарату на ДНК клітин злоякісних пухлин шляхом алкілювання та метилювання, що призводить до порушення структури ДНК в пухлинних клітинах, зупинки мітозу пухлинних клітин, гальмування росту пухлини, а в кінцевому підсумку — до апоптозу пухлинних клітин. Темозоломід застосовується для лікування злоякісних пухлин головного мозку — злоякісних гліобластом та астроцитом — у комбінації з променевою терапією або іншими протипухлинними препаратами (цисплатином, доксорубіцином). Щоправда, чутливість пухлин до темозоломіду та інших протипухлинних препаратів знижується із підвищенням концентрації в крові ферменту метилгуанін-ДНК-метилтрансферази, тому бажано перед початком лікування проводити визначення експресії цього ферменту.

### Фармакокінетика
Темозоломід швидко розподіляється в організмі як після внутрішньовенної ін'єкції, так і після перорального застосування, біодоступність препарату становить 100 % незалежно від способу застосування темозоломіду. Максимальна концентрація препарату в крові досягається протягом 0,5—1,5 годин після введення. Темозоломід погано (на 10—20 %) зв'язується з білками плазми крові. Препарат швидко метаболізується в печінці переважно до активних, частково до неактивних метаболітів. Темозоломід добре проходить через гематоенцефалічний бар'єр, проходить через плацентарний бар'єр, даних за виділення препарату в грудне молоко немає. Метаболізується препарат у печінці із утворенням як активних, так і неактивних метаболітів. Виводиться темозоломід із організму із сечею переважно у вигляді метаболітів. Період напіввиведення препарату становить 1,8 години, даних за зміну цього часу при порушенні функції печінки легкого та середнього ступеня немає.

## Покази до застосування
Темозоломід застосовують для лікування злоякісних пухлин головного мозку — злоякісних гліобластом та астроцитом, як у комбінації з іншими протипухлинними препаратами або променевою терапією, так і у вигляді монотерапії; а також при злоякісній метастазуючій меланомі.

## Побічна дія
При застосуванні темозоломіду побічні ефекти спостерігаються нечасто. Найчастішими побічними ефектами препарату є нейтропенія, тромбоцитопенія, нудота, блювання, шкірний висип. Іншими побічними діями препарату є:
- Алергічні реакції та з боку шкірних покривів — алопеція, свербіж шкіри, гарячка, гіпергідроз, еритема шкіри, алергічний дерматит, набряк обличчя, сухість шкіри, фотодерматоз, герпетичні висипання.
- З боку травної системи — стоматит, діарея або запор, біль у животі, дисфагія, печія, гастроентерит, геморой.
- З боку нервової системи — безсоння або сонливість, парестезії, головний біль, запаморочення, атаксія, тремор, депресія, галюцинації, порушення мови, порушення зору, погіршення слуху, анорексія, субарахноїдальний крововилив.
- З боку серцево-судинної системи — тахікардія, артеріальна гіпертензія, артеріальна гіпотензія, тромбоз глибоких вен, тромбоемболія легеневої артерії, периферичні набряки.
- З боку дихальної системи — кашель, задишка, синусити, інфекції верхніх дихальних шляхів, пневмонія.
- З боку сечостатевої системи — імпотенція, аменорея, біль у молочних залозах, вагініт, нетримання сечі.
- З боку опорно-рухового апарату — біль в суглобах, біль у м'язах, біль у спині, міопатія.
- Зміни в лабораторних аналізах — анемія, лейкопенія, лімфопенія, підвищення рівня активності амінотрансфераз та гаммаглутамілтранспептидази в крові.
- Інші побічні ефекти — кушингоїд, збільшення або зменшення маси тіла.

## Протипокази
Темозоломід протипоказаний при підвищеній чутливості до препарату, при вираженому пригніченні функції кісткового мозку, вагітності та годуванні грудьми, дітям у віці менше 3 років.

## Форми випуску
Темозоломід випускається у вигляді желатинових капсул по 0,005; 0,02; 0,1; 0,13; 0,14; 0,18; 0,25 г; порошку або ліофілізату для приготування розчину для внутрішньовенних інфузій у флаконах по 0,1 г.